# Налгекан
Налгека́н (рос. Налгекан) — селище у складі Чернишевського району Забайкальського краю, Росія. Входить до складу Мільгідунського сільського поселення.

## Населення
Населення — 29 осіб (2010; 64 у 2002).
Національний склад (станом на 2002 рік):
- росіяни — 97 %